# Erste Judo Bundesliga
Die Erste Judo Bundesliga ist die höchste Wettkampfklasse für Judo-Mannschaften in Österreich. Sie wird vom Österreichischen Judoverband ausgerichtet.
Der Sieger der Ersten Judo-Bundesliga der Männer erhält den Titel „Österreichischer Staatsmeister Männermannschaften 20xx“.

## Austragungsmodus
Ab dem 1. Jänner 1977 galten im Judo die von der IJF festgelegten neuen Gewichtsklassen: bis 60 kg, bis 65 kg, bis 71 kg, bis 78 kg, bis 86 kg, bis 95 kg und über 95 kg. Diese Regelungen wurden von den nationalen Verbänden übernommen und führten zu einer Anpassung des Staatsligabewerbs, der auf Mannschaften mit sieben Kämpfern umgestellt wurde – jeweils einer pro Gewichtsklasse. Zuvor waren die fünf bestehenden Gewichtsklassen (bis 63 kg, bis 70 kg, bis 80 kg, bis 93 kg und über 93 kg) doppelt besetzt.
Eine Ligabegegnung setzt sich aktuell aus zwei Durchgängen zusammen. Jeder Durchgang besteht aus sieben Kämpfen in den Gewichtsklassen +55–60 kg, +60–66 kg, +66–73 kg, +73–81 kg, +81–90 kg, +90–100 kg, +100 kg. Es gibt eine Gewichtstoleranz von einem Kilogramm.

## Austragungsform

### Grunddurchgang
Bis 2019 wird die Liga nach dem Meisterschaftssystem ausgetragen. Das bedeutet, dass jede Mannschaft gegen jede andere Mannschaft der Liga einmal pro Saison antritt. Die siegreiche Mannschaft erhält zwei Punkte für die Tabelle. Bei einem Unentschieden gibt es eine Punkteteilung und jeder der beiden Vereine erhält einen Punkt für die Tabelle.
Die Bundesliga-Saison 2020 wurde wegen der COVID-19-Pandemie nicht abgehalten.
Im Jahr 2021 wurde der Grunddurchgang als Turnier im Herbst in Leonding durchgeführt.
Im Jahr 2022 wurde der Grunddurchgang in zwei Runden ausgetragen.
Die Saison 2023 wird erstmals seit 2019 wieder in mehreren (Heim-)Runden ausgetragen, wobei sich pro Begegnung drei (anstatt zwei) Mannschaften treffen, welche jeweils nur einen (anstatt zwei) Durchgang gegeneinander kämpfen (insofern ist auch kein Unentschieden möglich).

### Siegerermittlung
Bei der Ersten Judo-Bundesliga wird der Meister und der Vizemeister seit 2003 aus den vier Erstplatzierten des Grunddurchganges im Rahmen des FINAL FOUR ermittelt.

## Geschichte

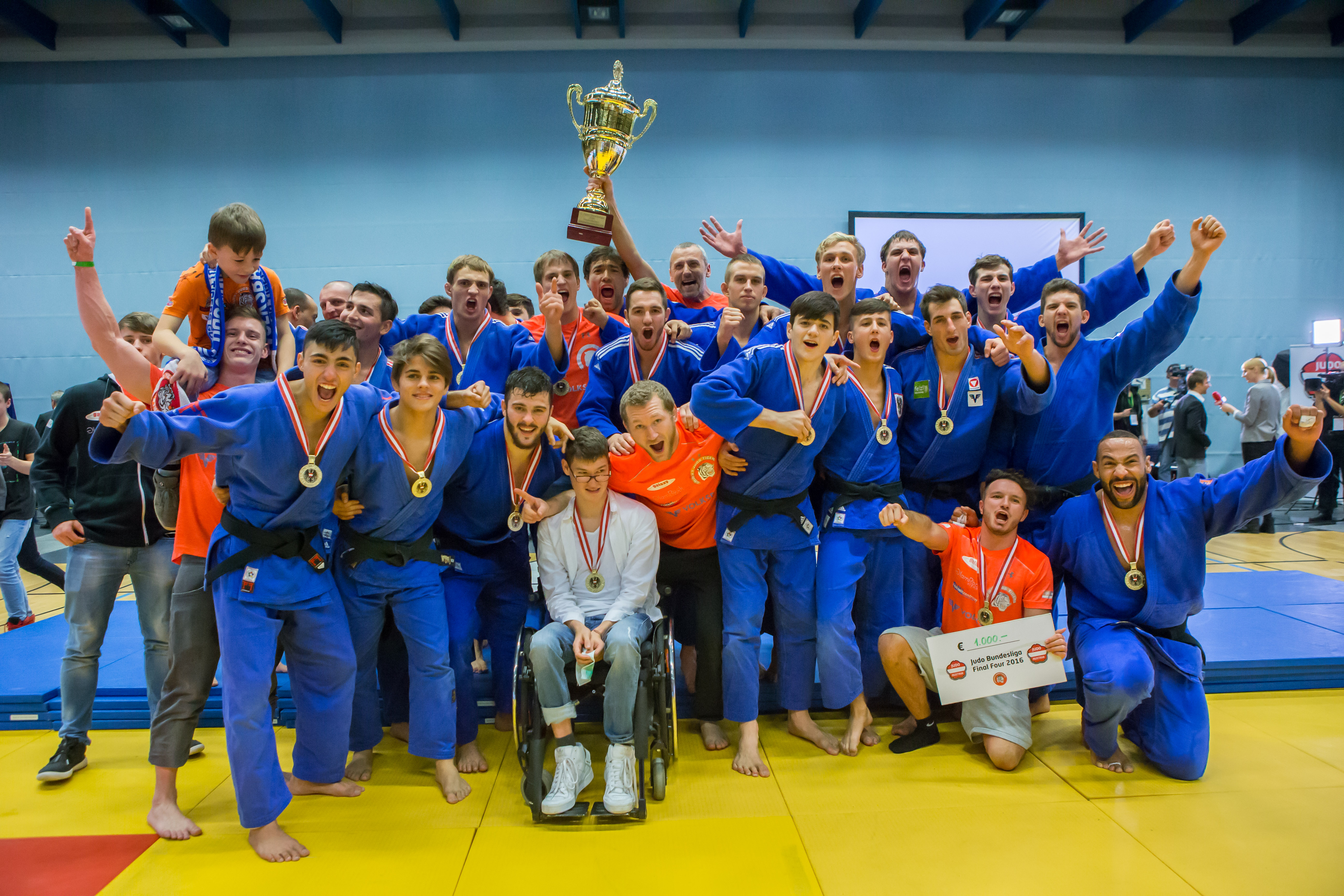
Galaxy Tigers – Gewinner der Judo-Bundesliga 2016

Der Start zur späteren Bundesliga erfolgte 1948 unter der Bezeichnung Mannschaftsmeisterschaft. Diese gewann der JK Post.
Seither kam es mehrmals zu einer Namensänderung:
- 1948–1968 Mannschaftsmeisterschaft
- 1968/69–1972/73 Staatsliga
- 1974–2000 Teilung in Staatsliga A und Staatsliga B
- 2001–2008 Bundesliga
- 2009–heute Erste Bundesliga

| Galaxy Tigers |

| UJZ Mühlviertel |

| WAT Stadlau |

| LZ Wels |

| ESV Bischofshofen |

| Samurai |

| Burgkirchen |

## Sieger
| Saison  | Name                     | 1.                     | 2.                     | 3.                      | MVP **               | Quelle                      |
| ------- | ------------------------ | ---------------------- | ---------------------- | ----------------------- | -------------------- | --------------------------- |
| 2025    | 1. Bundesliga            |                        |                        |                         |                      | [ 11 ]                      |
| 2024    | 1. Bundesliga            | Galaxy Judo Tigers     | LZ Wels                | UJZ Mühlviertel         | Andreas Tiefgraber   | [ 13 ]                      |
| 2024    | 1. Bundesliga            | Galaxy Judo Tigers     | LZ Wels                | ESV Sanjindo            | Andreas Tiefgraber   | [ 13 ]                      |
| 2023    | 1. Bundesliga            | Galaxy Judo Tigers     | UJZ Mühlviertel        | PSV Salzburg            | Fasching Bernd       | [ 15 ] [ 16 ]               |
| 2023    | 1. Bundesliga            | Galaxy Judo Tigers     | UJZ Mühlviertel        | LZ Wels                 | Fasching Bernd       | [ 15 ] [ 16 ]               |
| 2022    | 1. Bundesliga            | Galaxy Judo Tigers     | UJZ Mühlviertel        | JC Wimpassing           | Christoph Kronberger | [ 18 ] [ 19 ] [ 20 ]        |
| 2022    | 1. Bundesliga            | Galaxy Judo Tigers     | UJZ Mühlviertel        | ESV Sanjindo            | Christoph Kronberger | [ 18 ] [ 19 ] [ 20 ]        |
| 2021    | 1. Bundesliga            | LZ Wels                | Galaxy Judo Tigers     | Judo Union Pinzgau      |                      | [ 21 ] [ 22 ] [ 23 ]        |
| 2021    | 1. Bundesliga            | LZ Wels                | Galaxy Judo Tigers     | ESV Sanjindo            |                      | [ 21 ] [ 22 ] [ 23 ]        |
| 2020    | 1. Bundesliga            | abgesagt *             | abgesagt *             | abgesagt *              | abgesagt *           | abgesagt *                  |
| 2019    | 1. Bundesliga            | Galaxy Judo Tigers     | LZ Wels                | JC Wimpassing           | Florian Doppelhammer | [ 25 ] [ 26 ]               |
| 2019    | 1. Bundesliga            | Galaxy Judo Tigers     | LZ Wels                | JU Flachgau             | Florian Doppelhammer | [ 25 ] [ 26 ]               |
| 2018    | 1. Bundesliga            | Galaxy Judo Tigers     | JC Wimpassing          | JU Flachgau             | Christoph Kronberger | [ 28 ]                      |
| 2018    | 1. Bundesliga            | Galaxy Judo Tigers     | JC Wimpassing          | UJZ Mühlviertel 1       | Christoph Kronberger | [ 28 ]                      |
| 2017    | 1. Bundesliga            | Galaxy Judo Tigers     | UJZ Mühlviertel        | JU Flachgau             | Daniel Allerstorfer  | [ 30 ] [ 31 ] [ 32 ]        |
| 2017    | 1. Bundesliga            | Galaxy Judo Tigers     | UJZ Mühlviertel        | JC Vienna Samurai       | Shamil Borchashvili  | [ 30 ] [ 31 ] [ 32 ]        |
| 2016    | 1. Bundesliga            | Galaxy Judo Tigers     | JC Wimpassing/Lassee   | UJZ Mühlviertel         | Kimran Borchashvili  | [ 34 ]                      |
| 2016    | 1. Bundesliga            | Galaxy Judo Tigers     | JC Wimpassing/Lassee   | LZ Wels                 | Kimran Borchashvili  | [ 34 ]                      |
| 2015    | 1. Bundesliga            | Galaxy Judo Tigers     | JU Flachgau            | JC Wimpassing/Lassee    | Geier Gabor          | [ 36 ]                      |
| 2015    | 1. Bundesliga            | Galaxy Judo Tigers     | JU Flachgau            | LZ Wels                 | Geier Gabor          | [ 36 ]                      |
| 2014    | 1. Bundesliga            | Galaxy Judo Tigers     | JU Flachgau            | JU Pinzgau              | Nick Haasmann        | [ 38 ] [ 39 ]               |
| 2014    | 1. Bundesliga            | Galaxy Judo Tigers     | JU Flachgau            | SU Leibnitz             | Nick Haasmann        | [ 38 ] [ 39 ]               |
| 2013    | 1. Bundesliga            | Galaxy Judo Tigers     | UJZ Mühlviertel        | JU Pinzgau              | Manuel Reichmann     | [ 41 ]                      |
| 2013    | 1. Bundesliga            | Galaxy Judo Tigers     | UJZ Mühlviertel        | JC Vienna Samurai       | Manuel Reichmann     | [ 41 ]                      |
| 2012    | 1. Bundesliga            | JU Flachgau            | Galaxy Judo Tigers     | UJZ Mühlviertel         |                      | [ 42 ]                      |
| 2012    | 1. Bundesliga            | JU Flachgau            | Galaxy Judo Tigers     | JC Vienna Samurai       |                      | [ 42 ]                      |
| 2011    | 1. Bundesliga            | Galaxy Judo Tigers     | UJZ Mühlviertel        | JU Pinzgau              | Marcel Ott           | [ 44 ] [ 45 ]               |
| 2011    | 1. Bundesliga            | Galaxy Judo Tigers     | UJZ Mühlviertel        | JU Flachgau             | Marcel Ott           | [ 44 ] [ 45 ]               |
| 2010    | 1. Bundesliga            | JU Flachgau            | UJZ Mühlviertel        | JU Pinzgau              |                      | [ 46 ]                      |
| 2010    | 1. Bundesliga            | JU Flachgau            | UJZ Mühlviertel        | SANDOKAN Galaxy Tigers  |                      | [ 46 ]                      |
| 2009    | 1. Bundesliga            | JU Flachgau            | UJZ Mühlviertel        | JU Pinzgau              |                      | [ 47 ]                      |
| 2009    | 1. Bundesliga            | JU Flachgau            | UJZ Mühlviertel        | WSG Judo Wattens        |                      | [ 47 ]                      |
| 2008    | Bundesliga               | JU Flachgau            | UJZ Mühlviertel        | WSG Wattens             |                      | [ 48 ]                      |
| 2008    | Bundesliga               | JU Flachgau            | UJZ Mühlviertel        | Rapso Linz              |                      | [ 48 ]                      |
| 2007    | Bundesliga               | JU Flachgau            | UJZ Mühlviertel        | JU Pinzgau              |                      | [ 49 ]                      |
| 2007    | Bundesliga               | JU Flachgau            | UJZ Mühlviertel        | WSG Wattens             |                      | [ 49 ]                      |
| 2006    | Bundesliga               | JU Flachgau            | UJZ Mühlviertel        | JC Wimpassing           |                      | [ 50 ]                      |
| 2006    | Bundesliga               | JU Flachgau            | UJZ Mühlviertel        | JZ Innsbruck            |                      | [ 50 ]                      |
| 2005    | Bundesliga               | JU Flachgau            | JZ Innsbruck           | UJZ Mühlviertel         |                      | [ 51 ] [ 52 ]               |
| 2005    | Bundesliga               | JU Flachgau            | JZ Innsbruck           | JC Wimpassing           |                      | [ 51 ] [ 52 ]               |
| 2004    | Bundesliga               | JU Pinzgau             | JZ Innsbruck           | JU Flachgau             |                      | [ 53 ] [ 54 ] [ 55 ]        |
| 2004    | Bundesliga               | JU Pinzgau             | JZ Innsbruck           | LZ Vorarlberg           |                      | [ 53 ] [ 54 ] [ 55 ]        |
| 2003    | Bundesliga               | UJZ Mühlviertel        | JU Flachgau            | JU Pinzgau              |                      | [ 7 ] [ 56 ]                |
| 2003    | Bundesliga               | UJZ Mühlviertel        | JU Flachgau            | JZ Innsbruck            |                      | [ 7 ] [ 56 ]                |
| 2002    | Bundesliga               | JU Pinzgau             | JU Flachgau            | ASK Salzburg            |                      | [ 57 ] [ 58 ] [ 59 ]        |
| 2002    | Bundesliga               | JU Pinzgau             | JU Flachgau            | UJZ Mühlviertel         |                      | [ 57 ] [ 58 ] [ 59 ]        |
| 2001    | Bundesliga               | SV Straßwalchen        | Sanjindo Bischofshofen | ASV ÖGJ Salzburg        |                      | [ 60 ] [ 61 ] [ 62 ] [ 63 ] |
| 2001    | Bundesliga               | SV Straßwalchen        | Sanjindo Bischofshofen | JU Pinzgau              |                      | [ 60 ] [ 61 ] [ 62 ] [ 63 ] |
| 2000    | Staatsliga A             | SV Straßwalchen        | JU Pinzgau             | Sanjindo Bischofshofen  |                      | [ 64 ] [ 65 ]               |
| 1999    | Staatsliga A             | Sanjindo Bischofshofen | SV Straßwalchen        | JU Pinzgau              |                      | [ 66 ]                      |
| 1998    | Staatsliga A             | UJZ Mühlviertel        | Sanjindo Bischofshofen | ASV ÖGJ Salzburg        |                      |                             |
| 1998    | Staatsliga A             | UJZ Mühlviertel        | Sanjindo Bischofshofen | JSZ Attnang             |                      |                             |
| 1997    | Staatsliga A             | Sanjindo Bischofshofen | JU Pinzgau             | UJZ Mühlviertel         |                      |                             |
| 1996    | Staatsliga A             | JU Pinzgau             | UJZ Mühlviertel        | WKG ASVÖ Salzburg       |                      |                             |
| 1995    | Staatsliga A             | WKG ASVÖ Salzburg      | UJZ Mühlviertel        | WSG Wattens             |                      |                             |
| 1994    | Staatsliga A             | UJZ Mühlviertel        | Samurai Vienna         | WKG ASVÖ Salzburg       |                      |                             |
| 1993    | Staatsliga A             | Sanjindo Bischofshofen | UJZ Mühlviertel        | WSG Wattens             |                      |                             |
| 1992    | Staatsliga A             | UJZ Mühlviertel        | Sanjindo Bischofshofen | Vöest Linz              |                      |                             |
| 1991    | Staatsliga A             | Sanjindo Bischofshofen | UJZ Mühlviertel        | WSG Wattens             |                      |                             |
| 1990    | Staatsliga A             | UJZ Mühlviertel 1      | Sanjindo Bischofshofen | JV Attnang              |                      |                             |
| 1989    | Staatsliga A             | UJZ Mühlviertel 1      | Sanjindo Bischofshofen | JC Manner Wien          |                      |                             |
| 1988    | Staatsliga A             | JC Manner Wien         | UJZ Mühlviertel 1      | JC VB Kufstein          |                      |                             |
| 1987    | Staatsliga A             | UJZ Mühlviertel        | SV Straßwalchen        | JC Manner Wien          |                      |                             |
| 1986    | Staatsliga A             | UJZ Mühlviertel 1      | JC Manner Wien         | SV Straßwalchen         |                      |                             |
| 1985    | Staatsliga A             | UJZ Mühlviertel        | JC Manner Wien         | SV Straßwalchen         |                      |                             |
| 1984    | Staatsliga A             | JC Manner Wien         | UJZ Mühlviertel        | WSG Wattens             |                      |                             |
| 1983    | Staatsliga A             | UJZ Mühlviertel 1      | JC Manner Wien         | WSG Wattens             |                      |                             |
| 1982    | Staatsliga A             | JC Manner Wien         | WSG Wattens            | UJZ Mühlviertel 1       |                      |                             |
| 1981    | Staatsliga A             | UJZ Mühlviertel        | JC Manner Wien         | WSG Wattens             |                      |                             |
| 1980    | Staatsliga A             | JC Manner Wien         | WSG Wattens            | UJZ Mühlviertel 1       |                      |                             |
| 1979    | Staatsliga A             | PSV Salzburg 1         | WSG Wattens            | JC Manner Wien          |                      |                             |
| 1978    | Staatsliga A             | PSV Salzburg 1         | WSG Wattens            | ASKÖ Wels               |                      |                             |
| 1977    | Staatsliga A             | Eudora Wels            | Passage Linz           | PSV Salzburg 1          |                      |                             |
| 1976    | Staatsliga A             | JC Manner Wien         | Passage Linz           | PSV Salzburg            |                      |                             |
| 1975    | Staatsliga A             | ATSV Linz              | JC Manner Wien         | PSV Salzburg            |                      |                             |
| 1974    | Staatsliga A             | ATSV Linz              | PSV Salzburg           | WSG Wattens             |                      | [ 67 ]                      |
| 1972/73 | Staatsliga               | PSV Salzburg           | ATSV Linz              | JC Manner Wien          |                      | [ 68 ]                      |
| 1971/72 | Staatsliga               | JC Manner Wien         | PSV Salzburg           | ATSV Linz               |                      |                             |
| 1970/71 | Staatsliga               | PSV Salzburg           | JC Manner Wien         | ASKÖ Graz               |                      | [ 69 ]                      |
| 1969/70 | Staatsliga               | PSV Salzburg           | ASKÖ Graz              | Vöest Linz              |                      |                             |
| 1968/69 | Staatsliga               | PSV Salzburg           | ASKÖ Graz              | JK Favoriten            |                      | [ 70 ]                      |
| 1968    | Mannschaftsmeisterschaft | PSV Salzburg           |                        |                         |                      |                             |
| 1967    | Mannschaftsmeisterschaft | PSV Salzburg           | ASKÖ Graz              | Wiener Verkehrsbetriebe |                      | [ 71 ]                      |
| 1966    | Mannschaftsmeisterschaft | PSV Salzburg           | ASKÖ Graz              | Favoriten Wien          |                      | [ 72 ]                      |
| 1965    | Mannschaftsmeisterschaft | ASKÖ Graz              | PSV Wien               | ATSV Linz               |                      | [ 73 ]                      |
| 1964    | Mannschaftsmeisterschaft | ASKÖ Graz              | PSV Wien               | ÖMV Wien                |                      | [ 74 ]                      |
| 1958    | Mannschaftsmeisterschaft | PSV Wien               |                        |                         |                      |                             |
| 1956    | Mannschaftsmeisterschaft | JK Wien                |                        |                         |                      |                             |
| 1953    | Mannschaftsmeisterschaft | PSV Wien               |                        |                         |                      |                             |
| 1952    | Mannschaftsmeisterschaft | JK Wien                | JK Berufsschulen       | PSV Wien                |                      |                             |
| 1948    | Mannschaftsmeisterschaft | JK Post                | Judo-Wien I            | Judo-Wien II            | Gabriel Edmund       | [ 75 ]                      |